# You Don't Know What to Do
"You Don't Know What to Do" é uma canção gravada pela cantora e compositora norte-americana Mariah Carey com o rapper norte-americano Wale, co-escrita por ambos com o auxílio de Bryan-Michael Cox e Jermaine Dupri. Foi enviada às principais estações de rádio urban contemporary a 30 de Junho de 2014 e para as principais estações de rádio rhythmic contemporary norte-americanas no dia seguinte como o quarto e último single do décimo quarto trabalho de estúdio da cantora, Me. I Am Mariah... The Elusive Chanteuse (2014), pela editora discográfica Def Jam Recordings. A sua produção, que ficou a cargo de Carey, Dupri e Cox, bem como a sua sonoridade, foram descritas por analistas musicais como sendo essencialmente rhythm and blues (R&B) que deriva fortemente do género musical disco e contém elementos de música pop à medida que incorpora também o funk da década de 1970. A obra contém interpolações da faixa "I'm Caught Up in a One Night Love Affair", composta por Patrick Adams e Terri Gonzalez, que acabaram sendo creditados também como compositores de "You Don't Know What to Do".
Em geral, embora não universalmente, o single foi bem recebido pela crítica especializada, que vangloriou o seu encanto remanescente à música disco e funk das décadas de 1960, 1970 e 1980, bem como a sua produção em geral e os vocais da artista. De facto, alguns críticos fizeram comparações ao desempenho da intérprete na canção ao de Donna Summer, Jocelyn Brown e Michael Jackson, que foram artistas de grande influência dos géneros musicais anteriormente mencionados. Contudo, alguns resenhistas revelaram um certo descontentamento pelos versos adicionais de Wale, assim como pela capa do single, na qual fora usada a aplicação Photoshop para fazer edições exageradas à imagem facial de Carey. Este último sentimento foi também expressado pelos fãs da artista. A fim de promover o tema, Carey e Wale fizeram uma interpretação ao vivo do mesmo na manhã do dia 16 de Maio de 2014 no programa de televisão The Today Show.
Aquando do lançamento inicial de Me. I Am Mariah... The Elusive Chanteuse, a canção fez uma entrada dentro das cinco melhores posições em duas tabelas musicais de vendas digitais sul-coreanas e ainda estreou na quadragésima quinta colocação na tabela musical de singles da região belga de Valónia, tendo mais tarde atingindo o seu pico no número 14.

## Antecedentes e lançamento

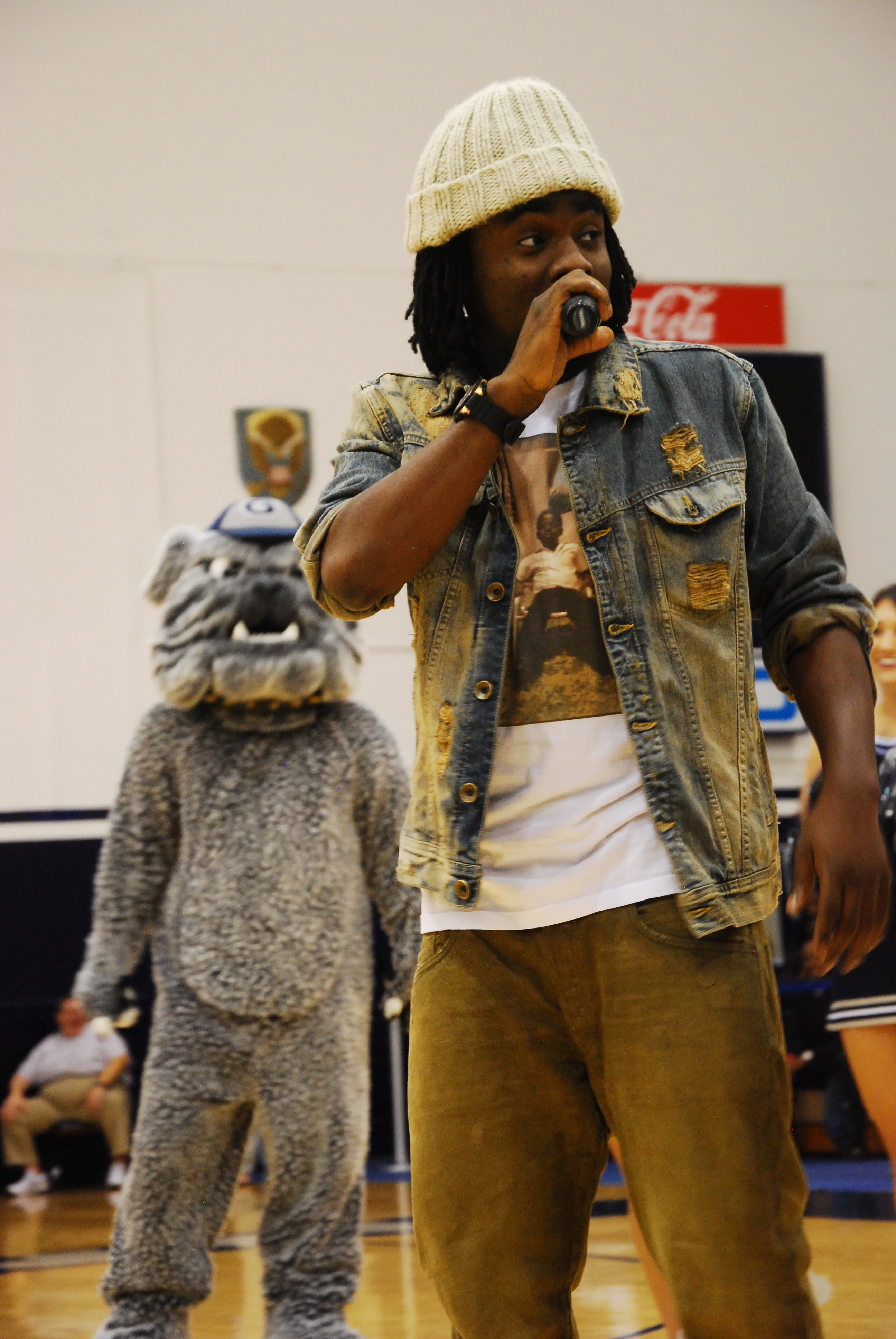
O rapper norte-americano Wale (imagem) anunciou através de uma publicação no Twitter que ele havia participado de sessões de estúdio com Carey. Mais tarde fora revelado que havia gravado versos adicionais em uma canção do álbum, cujo título era "You Don't Know What to Do".

A produção do décimo quarto trabalho de estúdio de Carey teve início pouco tempo após ela ter dado parto aos seus filhos primogénitos a 30 de Abril de 2011. "A minha belíssima esposa está a planear fazer o seu retorno ao mundo da música depois de um descanso prolongado para focar-se no nascimento dos nossos bebés maravilhosos, Moroccan e Monroe", afirmou o esposo Nick Cannon em Janeiro de 2012. Em Setembro de 2011, Jermaine Dupri, produtor musical com quem Carey vem trabalhando desde Daydream (1995), publicou na rede social Global14 que havia entrado no estúdio com a artista para que trabalhassem em músicas novas. Ademais, em Agosto seguinte, foi lançado o primeiro material que estaria incluso no projecto em desenvolvimento, o single "Triumphant (Get 'Em)", com participação dos rappers Meek Mill e Rick Ross. Embora tenha sido recebido com análises favoráveis pela crítica especialista em música contemporânea, teve um desempenho comercial moderado, alcançando o primeiro posto da Hot Dance Club Songs, contudo, atingindo o seu pico fora das cem melhores posições na França e no Reino Unido e não conseguindo entrar na Bilboard Hot 100, o que fez com que fosse excluída do alinhamento de faixas do novo trabalho. Ainda em Agosto desse ano, o compositor e produtor musical Bryan-Michael Cox, que havia trabalhado anteriormente com Carey durante o processo de produção do projecto The Emancipation of Mimi (2005), revelou ter estado a trabalhar com ela em novas canções: "Ela estava empenhada em fazê-lo desde [o tempo] antes de ficar grávida. E então ela engravidou e tirou uma licença. Foi quando retornou que começamos a sentir aquela vibração a conectar-nos de novo e conseguimos partir do lugar no qual tínhamos parado. Eu acho apenas que entre Jermaine Dupri, eu próprio e ela surgimos com algumas coisas que [representam] um trabalho sólido verdadeiramente verdadeiro."
A 4 de Agosto de 2013, o rapper norte-americano Wale informou através do Twitter que havia participado de sessões de estúdio com Carey: "Mariah x Wale x JD = Brevemente". No ano seguinte, na manhã de 16 de Maio, ambos artistas interpretaram uma canção intitulada "You Don't Know What to Do" ao vivo em uma transmissão do programa de televisão The Today Show. Acompanhando a recepção favorável após a apresentação, Carey decidiu estrear a versão de estúdio completa da canção através do programa de rádio The Russ Parr Morning Show. Uma versão a solo também foi lançada. Com os singles subsequentes do décimo quarto trabalho de estúdio da artista, "The Art of Letting Go" (2014) e "You're Mine (Eternal)" (2014), não conseguindo causar impacto nos mercados musicais, ela acabou por lançar o álbum inteiro, intitulado Me. I Am Mariah... The Elusive Chanteuse, no dia 27 de Maio de 2014. O disco estreou no terceiro posto da tabela musical Billboard 200 com um total aproximado de 58 mil exemplares comercializados ao longo da sua primeira semana de disponibilidade nos mercados musicais nacionais, a semana de estreia mais fraca para um álbum de estúdio não-festivo da cantora. Devido ao desempenho comercial despontante do projecto, a editora discográfica tomou a decisão de melhorar a promoção através do lançamento de um novo single. A canção escolhida foi "You Don't Know What to Do", enviada às principais estações de rádio urban contemporary a 30 de Junho e rhythmic contemporary no dia seguinte como o quarto e último single de Me. I Am Mariah... The Elusive Chanteuse.
A capa do single foi revelada em Junho de 2014. Em sua essência, apresenta Carey com ambas mãos na parte traseira do topo da sua cabeça, dando a impressão de estarem a segurar o seu cabelo louro esvoaçante assente em cima dos seus ombros. Ela usa um conjunto feito de croché. A capa foi recebida com escárnio por parte de analistas musicais, assim como pelos fãs de Carey, devido ao uso excessivo de retoques do Photoshop, com especulações de que a cantora estaria a embelezar fortemente ou "reciclar" imagens suas. Foi mais tarde revelado que esta era uma versão cortada da capa usada para divulgar a versão padrão de Me. I Am Mariah... The Elusive Chanteuse, com um pano de fundo significativamente diferente. Além disso, a cabeça de Carey foi substituída por uma outra imagem que revelava mais o lado frontal da sua cara. A controvérsia levou a cantora a declarar através do Twitter que ela não tinha tido nada a ver com a elaboração da capa do single e que tampouco estava agradada com o resultado final, tendo mais tarde apelado aos fãs para que enviassem trabalhos pessoais da capa que gostariam que fosse usada para divulgar o single.

## Estrutura musical e conteúdo

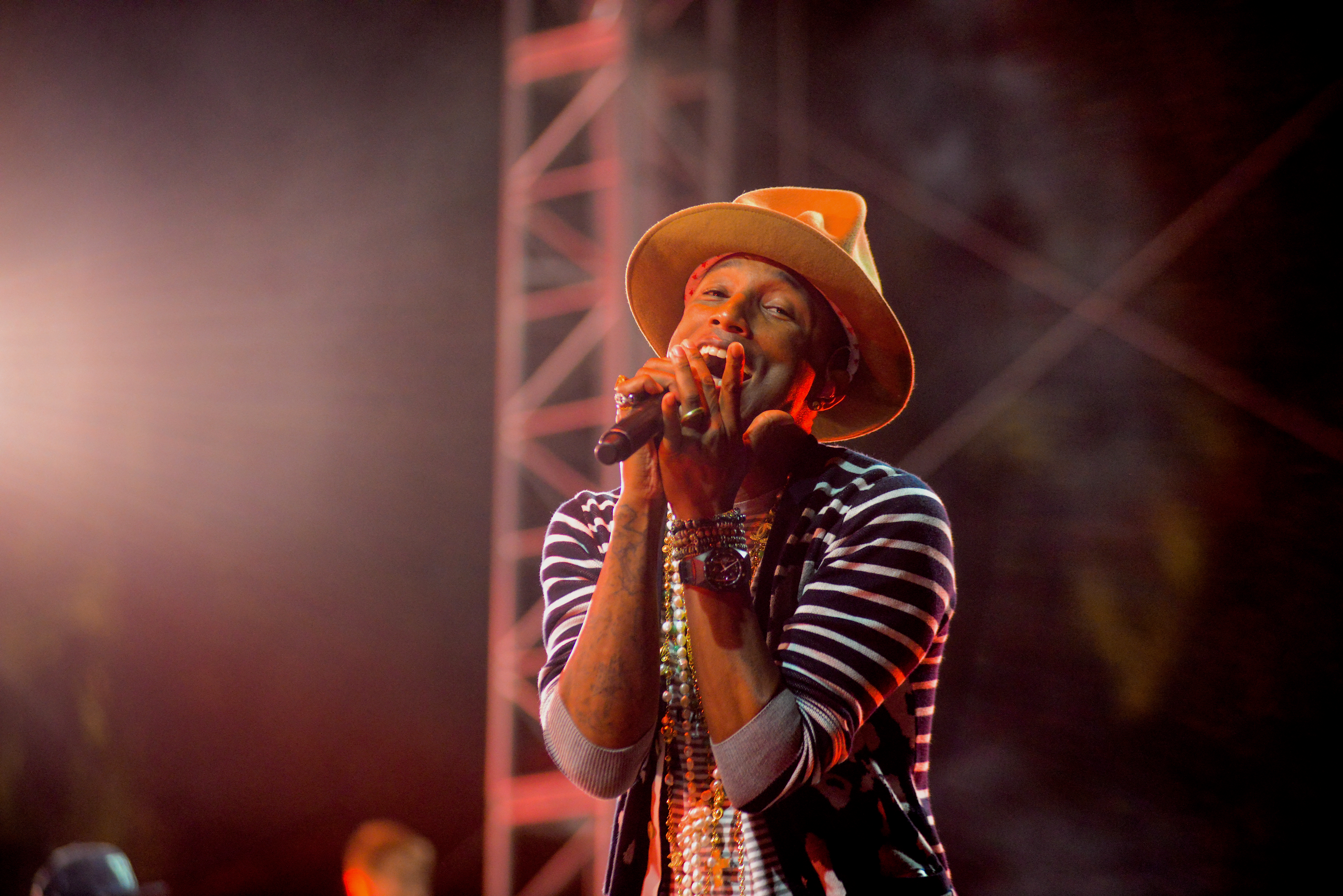
A instrumentação de "You Don't Know What to Do" foi apontada por alguns analistas como uma óptima adaptação à revolução post-disco iniciada pelo cantor norte-americano Pharrell Williams (imagem), que foi especulado como uma possível influência para a sonoridade diferente de Carey.

"You Don't Know What to Do" é uma canção composta por Mariah Carey, Jermaine Dupri, Bryan-Michael Cox e Olubowale Akintimehin, com os três primeiros tendo ficado a cargo também da produção e arranjos. Apresenta uma estrofe inteira cantada em rap por Wale. Musicalmente, é uma obra de rhythm and blues (R&B) que deriva fortemente do género musical disco e contém elementos de pop à medida que vai sendo influenciada pelo funk com duração total de 4 minutos e 46 segundos (4min46s). A sua instrumentação, que consiste maioritariamente em instrumentos de corda como violinos, violas e violoncelos, contém interpolações da faixa "I'm Caught Up in a One Night Love Affair", composta por Patrick Adams e Terri Gonzalez. A sua gravação teve lugar no Rapture Studios na cidade de Bel Air, Califórnia; nos Metrocity Studios na Cidade de Nova Iorque, Nova Iorque; no Studio at the Palms em Las Vegas, Nevada; e no Capitol Recording Studios em Hollywood, Los Angeles, Califórnia. Foi mixada por Phil Tan e Dupri no Ninja Beat Club em Atlanta, Geórgia. Carey gravou também vocais de apoio para a música, sob assistência de Daniela Rivera. Os instrumentos de corda foram conduzidos por Larry Gold, com Joel Derouin servindo como o maestro.
A produção de "You Don't Know What to Do" foi descrita como sendo uma "actualização contemporânea do disco dos anos 1970 que começa como uma canção lenta e mais tarde transforma-se em uma faixa de ritmo acelerado de disco". Kenneth Partridge, da revista Billboard, notou que a canção contém uma batida "impactante" que relembra obras lançadas em 1977. Ele observou ainda que os instrumentos de corda usados na música foram tirados directamente do tema "Good Times" (1979) da banda Chic. Por outro lado, Mike Wass, do portal Idolator, sentiu uma influência da cantora Donna Summer na faixa, enquanto Eric Henderson, para a Slant Magazine, achou que esta canção é um "tributo impressionante do gospel de piano que-apela-a-alma de 'Somebody Else's Guy' [1984] de Jocelyn Brown." Ambos Christina Lee, também do portal Idolator, e Aisha Harris, da revista Slate, compararam a faixa com "Get Lucky" (2013) da banda Daft Punk com participação de Pharrell Williams, com Harris observando uma influência de artistas como Justin Timberlake e Michael Jackson. Jordan Sargent, do Pitchfork Media, achou que "You Don't Know What to Do" relembra êxitos primordiais de Carey como "Fantasy" (1995) e "Heartbreaker" (1999), e que consegue adaptar-se bem à revolução de post-disco iniciada por Williams, cujas canções do álbum Girl (2014) contêm influências de obras das décadas de 1960, 1970 e 1980.
As letras de "You Don't Know What to Do" abordam uma protagonista que está a terminar o relacionamento com o seu namorado porque ele não sabe o que fazer quando se trata de romantizá-la, com a artista fazendo questão de deixar evidente que é tarde demais, pois ela o amava, porém, agora sente-se completamente nova pois já o abandonou. Os versos de Wale encaixam-se na temática da canção, à medida que vão demonstrado a perspectiva do namorado, que deseja uma nova chance para se redimir.

## Recepção crítica
| Críticas profissionais | Críticas profissionais |
| Avaliações da crítica  | Avaliações da crítica  |
| Fonte                  | Avaliação              |
| ---------------------- | ---------------------- |
| Allmusic               | (favorável)            |
| Billboard              | (favorável)            |
| Digital Spy            | (favorável)            |
| Entertainment Weekly   | (favorável)            |
| HitFix                 | (favorável)            |
| Idolator               | (favorável)            |
| Pitchfork Media        | (mista)                |
| Slant Magazine         | (favorável)            |
| Slate                  | (mista)                |

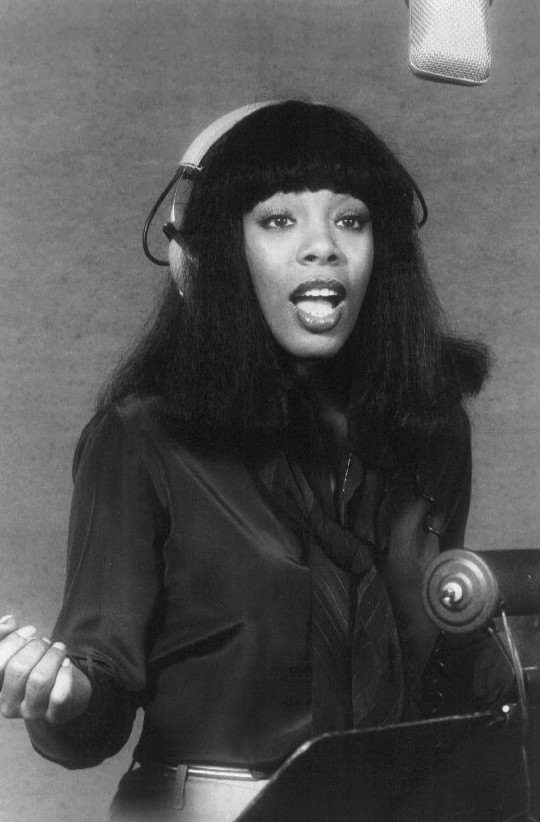
Um crítico achou que "You Don't Know What to Do" teria sido digna de ser gravada pela cantora norte-americana Donna Summer (imagem), conhecida durante a década de 1970 devido aos seus trabalhos de música disco.

Em geral, embora não universalmente, "You Don't Know What to Do" foi recebida com aclamação pela crítica especialista em música contemporânea. A modista Donatella Versace, uma amiga de Carey, revelou à revista norte-americana Vogue ter achado que a cantoria da artista e os versos de rap de Wale complementam-se um ao outro, descrevendo a canção por si como "poesia" e afirmou que a fez querer levantar-se e dançar "durante todo o verão".
Devone Jones, para o blogue PopMatters, descreveu o tema como "a faixa mais energética" do álbum e afirmou que as letras "habilidosas" permitem a Carey interpretar "harmonias genuínas" que são reminiscentes a canções de música dance da década de 1970. Andy Kellman, do portal Allmusic, ficou com a impressão de que a artista soa muito como Jocelyn Brown, principalmente no intro da música, enquanto Mike Wass, para o Idolator, achou que a obra teria sido digna de ser gravada por Donna Summer. Eric Henderson, do periódico Slant Magazine, achou que "Meteorite" e "You Don't Know What to Do", são duas das performances musicais mais sérias de Carey em Me. I Am Mariah... The Elusive Chantese, descrevendo ambas como "a milhões de galáxias" do single "I'll Be Lovin' U Long Time" (2008). Escrevendo para a Billboard, Kenneth Partridge elogiou a faixa pela sua vibração dançante, acrescentando que a única coisa que faltava era uma participação breve de Nile Rodgers. Melinda Newman, para a revista electrónica HitFix, vangloriou o sentimento "brincalhão" da canção, escrevendo que este é o melhor tema incluso no álbum. Fazendo uma análise para a Entertainment Weekly, a resenhista Melissa Maerz revelou ter ficado agradada pela inclusão "nostálgica" da interpolação de "I'm Caught Up in a One Night Affair" e comentou que Carey incorpora o "bravado" da cantora Jennifer Holliday no musical Dreamgirls (1981), principalmente em "And I Am Telling You I'm Not Going" (1982). Lewis Corner, para o portal britânico Digital Spy, elogiou Dupri por ter produzido um "êxito de disco" de piano com um encanto nostálgico.
Jordan Sargent, do website Pitchfork Media, vangloriou a composição da faixa e notou que é nos géneros disco e gospel que mulheres da meia-idade conseguem "prosperar", papel no qual Carey "enquandra-se surpreendentemente bem". Todavia, Sargent foi crítico com a decisão da inclusão de Wale no single. Similarmente, Aisha Harris, da revista Slate, elogiou a produção do tema e os vocais da intérprete, contudo, achou também que os versos adicionais do rapper não foram necessários.

## Créditos e pessoal
Os créditos seguintes foram adaptados do encarte do álbum Me. I Am Mariah... The Elusive Chanteuse (2014) e estão dispostos por ordem alfabética do primeiro nome:
Gravação
| - Gravada no estúdio Rapture em Bel Air, Los Angeles, Califórnia, EUA; - Gravada no estúdio Metrocity em Nova Iorque, Nova Iorque, EUA; - Gravada no estúdio at the Palms em Las Vegas, Nevada, EUA; | - Gravada no estúdio Capitol Recording em Hollywood, Los Angeles, Califórnia, EUA - Misturada no estúdio Ninja Beat Club em Atlanta, Geórgia, EUA. |

Pessoal
| - Patrick Adams — composição - Olubowale Akintimehin — composição, vocais principais - Caroline Buckman — viola - Mariah Carey — composição, produção e arranjos, vocais principais, vocais de apoio - Lauren Chipman — viola - Giovanna Clayton — violoncelo - Bryan-Michael Cox — composição, produção e arranjos - Mario Deleon — violino - Joel Derouin — maestro, violino - Jermaine Dupri — composição, mistura, produção e arranjos - Brian Garten — gravação vocal - Larry Gold — instrumentos de corda (condução e arranjo) | - Terri Gonzalez — composição - Chandler Harrod — assistência de gravação vocal - Tammy Hatwan — violino - John Horesco — gravação vocal - Julie Jung — violoncelo - Rob Katz — assistência de gravação vocal - Marisa Kuney — violino - Songa Lee — violino - Serena McKinney — violino - Grace Oh — violino - Bob Peterson — violino | - Kaila Potts — viola - Daniela Rivera — assistência de mistura - Kathleen Sloan — violino - Vanessa Freebairn Smith — violoncelo - Jess Sutcliffe — gravação vocal - Shari Sutcliffe — coordenação de produção - Jenny Takamatsu — violino - Phil Tan — mistura - Ina Veli — violino - Josefina Vergara — violino - Mike Whitson — viola |

## Desempenho nas tabelas musicais
Aquando do lançamento inicial de Me. I Am Mariah... The Elusive Chanteuse, "You Don't Know What to Do" estreou na segunda colocação da tabela de download de singles da Gaon na Coreia do Sul, registando um acumulado de vendas digitais igual a 32 945 unidades, segundo a publicação de 1 de Junho de 2014. Ainda nesse país, estreou também na terceira posição da tabela de download de singles internacionais no número três. Na sua segunda semana de comercialização, a canção caiu para a sétima posição na primeira tabela, tendo vendido 11 991 unidades digitais, e para o décimo primeiro posto na segunda, registando um acumulado de 7 326 unidades digitais vendidas. Até 20 de Julho de 2014, já haviam sido comercializadas aproximadamente 65 872 exemplares digitais do single em território sul-coreano. Na Bélgica, estreou no quadragésimo quinto posto da tabela musical Ultratop 40 na semana de 2 de Agosto de 2014 em Valónia, tendo entrado nas quarenta melhores posições na semana seguinte, posicionado-se no número 36. Eventualmente acabou alcançando a sua posição de pico no décimo quarto posto na semana de 6 de Setembro. No total, "You Dont Know What to Do" permaneceu na tabela por seis semanas consecutivas.
| País — Tabela musical (2014)                        | Posição de pico |
| --------------------------------------------------- | --------------- |
| Bélgica (Valónia) — Ultratop 40 Singles             | 14              |
| Coreia do Sul — Gaon Download Chart (Gaon)          | 3               |
| Coreia do Sul — International Download Chart (Gaon) | 2               |